# ゲルトルート・フォン・ダグスブルク
ゲルトルート・フォン・ダグスブルク（ドイツ語：Gertrud von Dagsburg, ? - 1225年3月30日）またはジェルトリュード・ド・ダボ（フランス語：Gertrude de Dabo）は、メッツ女伯およびダグスブルク女伯（在位：1212年 - 1225年）。ロレーヌ公ティボー1世の妃、のちシャンパーニュ伯ティボー4世の妃。トルヴェールでもあった。メッツ伯・ダグスブルク伯アルブレヒト2世の娘で女子相続人である。

## 生涯
ゲルトルートの名は母ゲルトルート・フォン・バーデンにちなんでつけられた。母ゲルトルートはバーデン辺境伯ヘルマン3世の娘である。
1212年に父アルブレヒト2世が死去しゲルトルートが伯位を継承したが、すでにこの時ゲルトルートはロレーヌ公子ティボー1世と結婚していた。『Vitæ Odiliæ』によると、翌1213年に夫ティボー1世はロレーヌ公位を継承した。ゲルトルートとの結婚により、ティボー1世はゲルトルートの相続財産の管理を引き継いだが、1220年2月に子供がいないまま死去した。1220年5月、ゲルトルートはまだ20歳前のシャンパーニュ伯ティボー4世と結婚したが、この結婚は神聖ローマ皇帝フリードリヒ2世の意に反したものであった。1222年、ティボー4世は近親婚（オーブリ・ド・トロワ＝フォンテーヌによる）または不妊（リシェ・ド・スノンヌによる）を理由として結婚を解消した。1224年、ゲルトルートはザールブリュッケン伯・ライニンゲン伯シモン3世と結婚したが、それから1年以内に死去し、ステュルゼルブロンヌ修道院に埋葬された。夫シモン3世が伯領を継承した。
ゲルトルートは、おそらく古フランス語で2つの抒情詩を作曲したロレーヌ公妃であるとみられている。 1つは『Un petit devant le jour』で、いくつかの資料において確認されており、一部には楽譜が付されている。もう1つは、『Un petit devant』と並んで、写本『CH-BEsu MS 389』にのみ見られる。それらはR1640およびR1995の番号がつけられている。